# Hospital de Sant Pau
Bolnica sv. Križa i sv. Pavla (katalonski:  Hospital de la Santa Creu i Sant Pau) u četvrti El Guinardó u Barceloni građena je od 1901. do 1930. godine prema projektu art nouveau arhitekta Lluísa Domènecha i Montanera. 
Bolnica je zajedno s Katalonskom palačom glazbe (Palau de la Música Catalana) upisana 1997. godine na UNESCO-ov popis mjesta svjetske baštine u Europi kao jedinstven primjer bogato ukrašene arhitekture koja je ipak prilagođena potrebama bolesnika.

## Povijest
Iako današnje zgrade datiraju s početka 20. stoljeća, sama bolnica je osnovana 1401. godine kada se spojilo šest manjih srednjovjekovnih lječilišta. Bivše zgrade bolnice nalaze se blizu gradskog središta Barcelone i datiraju u 15. stoljeće. Danas je u njima umjetnička škola Escola Massana i Državna knjižnica Katalonije (Biblioteca de Catalunya).
Secesijske zgrade Domènecha i Montanera građene su od 1901. do 1930. godine i služile su kao bolnica sve do lipnja 2009. godine kada su nakon obnove pretvorene u muzej i kulturni centar. Nova bolnica je izgrađena 2003. godine sjeverno od ovog kompleksa. Danas se nudi organizirani obilazak kompleksa nekoliko puta dnevno.
- Pročelje
- Glavni ulaz
- Unutarnje dvorište
- Paviljon sv. Leopolda
- Paviljon sv. Pavla
- Prijem
- Unutrašnjost

## Vanjske poveznice
- Službena stranica (šp.) (engl.)